# Pseudelydna xanthiana
Pseudelydna xanthiana är en fjärilsart som beskrevs av Embrik Strand 1917. Pseudelydna xanthiana ingår i släktet Pseudelydna och familjen trågspinnare. Inga underarter finns listade i Catalogue of Life.